# Тернопільська обласна премія імені Леся Курбаса
Тернопільська обласна премія імені Леся Курбаса — регіональна театральна премія Тернопільської области. Заснована на честь режисера, актора, теоретика театру, драматурга, публіциста, перекладача Леся Курбаса.
На здобуття премій подаються нові оригінальні твори і роботи, опубліковані (оприлюднені) у завершеному вигляді протягом останніх п’яти років, але не пізніше як за півроку до їх висунення на здобуття премій.

## Лауреати
- 2008 — В'ячеслав Хім'як[1]
- 2009 — Олег Мосійчук[2]
- 2010 — Любов Ізотова[3]
- 2011 — Володимир Ячмінський[4]
- 2012 — не присуджено[5]
- 2013 — Марія Гонта[6]
- 2014 — Тарас Іванків, Богдан Брантюк, Ольга Водюк, Ольга Томбоштейн, Дмитро Татарінов[7]
- 2015 — Ярослава Мосійчук[8]
- 2016 — Сергій Андрушко[9]
- 2017 — Борис Репка[10]
- 2018 — Євген Лацік[11]
- 2019 — не присуджено[12]
- 2020 — Віталій Луговий[13]
- 2021 — Олександр Папуша[14]